# Shining (svéd együttes)
A Shining svéd black metal/progresszív metal zenekar. Az együttes 1996-ban alakult meg Halmstad-ban.

## Története
A Shiningot Niklas Kvarforth ("Ghoul") zenész alapította. Az angol shining szó jelentése: "ragyogás". Első kiadványuk egy EP volt, amelyet 1998-ban jelent meg. Kvarforth ekkor 14 éves volt. A lemezen gitározott és basszusgitározott. Első nagylemezüket 2000-ben adták ki, ekkor lett Kvarforth az énekes. 2001-ben és 2002-ben is megjelentettek nagylemezeket. 2005-ben újabb albumot adtak ki. 2006-ban Kvarforth "eltűnt", ezért elterjedt a szóbeszéd, hogy öngyilkosságot követett el.
A Shining karrierje folytatódott. 2007-ben új albumot dobtak piacra. 2013-ban egy válogatáslemez került ki az együttes háza tájáról, melyen 2001-es és 2002-es újra-rögzített dalok hallhatóak. 2015-ben és 2018-ban új nagylemezeket is megjelentettek. Kvarforth híres agresszív stílusáról is. Koncertek során verekedett a közönséggel és a vendég-énekesekkel.

## Tagok
- Niklas Kvarforth - ének, gitár, ritmusgitár, billentyűk (1996-2004, 2004-), ének (2000-2004, 2004-), basszusgitár (1996-2000)
- Peter Huss - gitár, ritmusgitár (2005-)
- Markus Hammerström - basszusgitár (2016-)

## Diszkográfia
- Within Deep Dark Chambers - nagylemez, 2000
- Livets andhallplats - nagylemez, 2001
- III - Angst, sjalvdestruktivitetens emissarie - nagylemez, 2002
- IV - The Eerie Cold - nagylemez, 2005
- V - Halmstad - nagylemez, 2007
- VI - Klagopsalmer - nagylemez, 2009
- VII - Född förlorare - nagylemez, 2011
- Redefining Darkness - nagylemez, 2012
- Feberdrömmar I Vaket Tillstand - válogatáslemez, 2013
- IX - Everyone, Everything, Everywhere, Ends - nagylemez, 2015
- X - Varg Utan Flock - nagylemez, 2018
- Oppression MMXVIII - nagylemez, 2020